# Otakar Odložilík
Otakar Odložilík (12. ledna 1899 Kostelec u Holešova – 14. července 1973 Bohinje, Jugoslávie) byl český historik, žák Václava Novotného, profesor na Filozofické fakultě Univerzity Karlovy, později také jako profesor na několika amerických univerzitách (např. Columbia University a University of Pennsylvania). Odborně se zabýval především dějinami českého protestantismu.

## Život
Studoval postupně na gymnáziích v Přerově, ve Valašském Meziříčí a v Kroměříži. Následně absolvoval historii na Filozofické fakultě Univerzity Karlovy, kde byl žákem Václava Novotného. Studia zakončil v roce 1923 získáním doktorátu za práci "Jednota bratří Habrovanských". Současně v letech 1920-1923 absolvoval studium na Státní archivní škole a poté nastoupil do archivu ministerstva vnitra.
Na FF UK se habilitoval pro československé dějiny prací "Z počátku husitství na Moravě. Šimon z Tišnova a Jan Vavřinec z Račic" a 1926 byl jmenován docentem československých dějin. Po habilitaci začal přednášet na FF UK. V roce 1934 byl jmenován mimořádným profesorem na FF UK.
V roce 1939 emigroval do USA, kde působil nejdříve na University of Colorado v Boulderu, poté na University of Pennsylvania ve Washingtonu, Northwestern University v Evanstonu a nakonec na Columbia University v New Yorku. V roce 1945 se vrátil z exilu zpět do Československa a začal opět přednášel na FF UK již jako řádný profesor.
V květnu 1948 odjel na pozvání do USA a přednášel tam na University of Colorado v Boulderu. V USA již zůstal a působil na University of Kansas a na Columbia University v New Yorku. Od roku 1955 působil až do svého odchodu do důchodu v roce 1969 jako profesor na University of Pennsylvania ve Philadelphii. V USA žil až do své smrti, podnikal ale četné cesty do Evropy. Při jedné z nich v roce 1973 zemřel a byl pohřben.